# Doliocarpus liesneri
Doliocarpus liesneri är en tvåhjärtbladig växtart som beskrevs av G. Aymard C. Doliocarpus liesneri ingår i släktet Doliocarpus och familjen Dilleniaceae. Inga underarter finns listade i Catalogue of Life.